# Morozovszki járás
A Morozovszki járás (oroszul: Морозовский муниципальный район) Oroszország egyik járása a Rosztovi területen. Székhelye Morozovszk.

## Népesség
- 1989-ben 43 574 lakosa volt.
- 2002-ben 46 395 lakosa volt.
- 2010-ben 42 404 lakosa volt, melyből 36 487 orosz, 905 ukrán, 610 fehérorosz, 603 örmény, 495 török, 370 kazah, 307 tatár, 282 cigány, 94 azeri, 91 moldáv, 89 dargin, 86 udmurt, 71 német, 66 grúz, 49 csecsen, 37 lezg, 36 oszét, 27 ingus, 25 mari, 25 román stb.